# Latemse Scholen

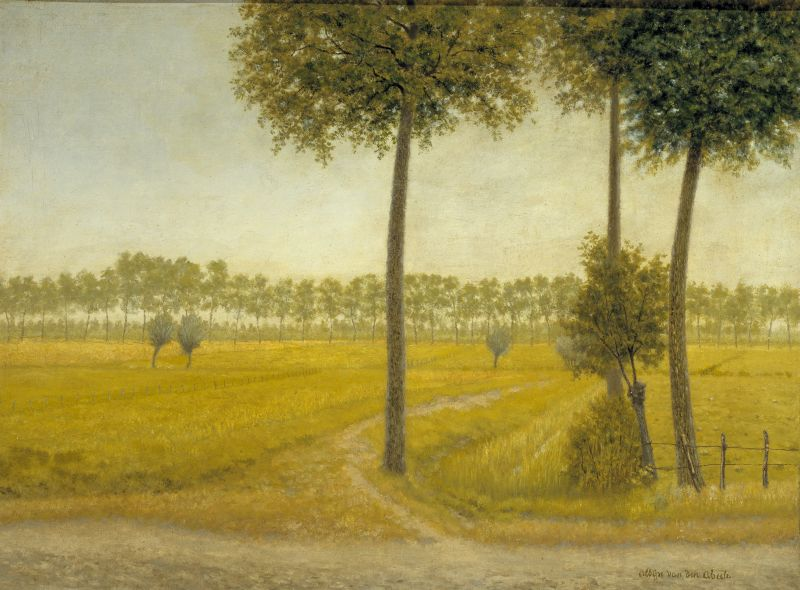
"Weide in de lente - veldweg" door Albijn Van den Abeele, in het Museum van Deinze en de Leiestreek

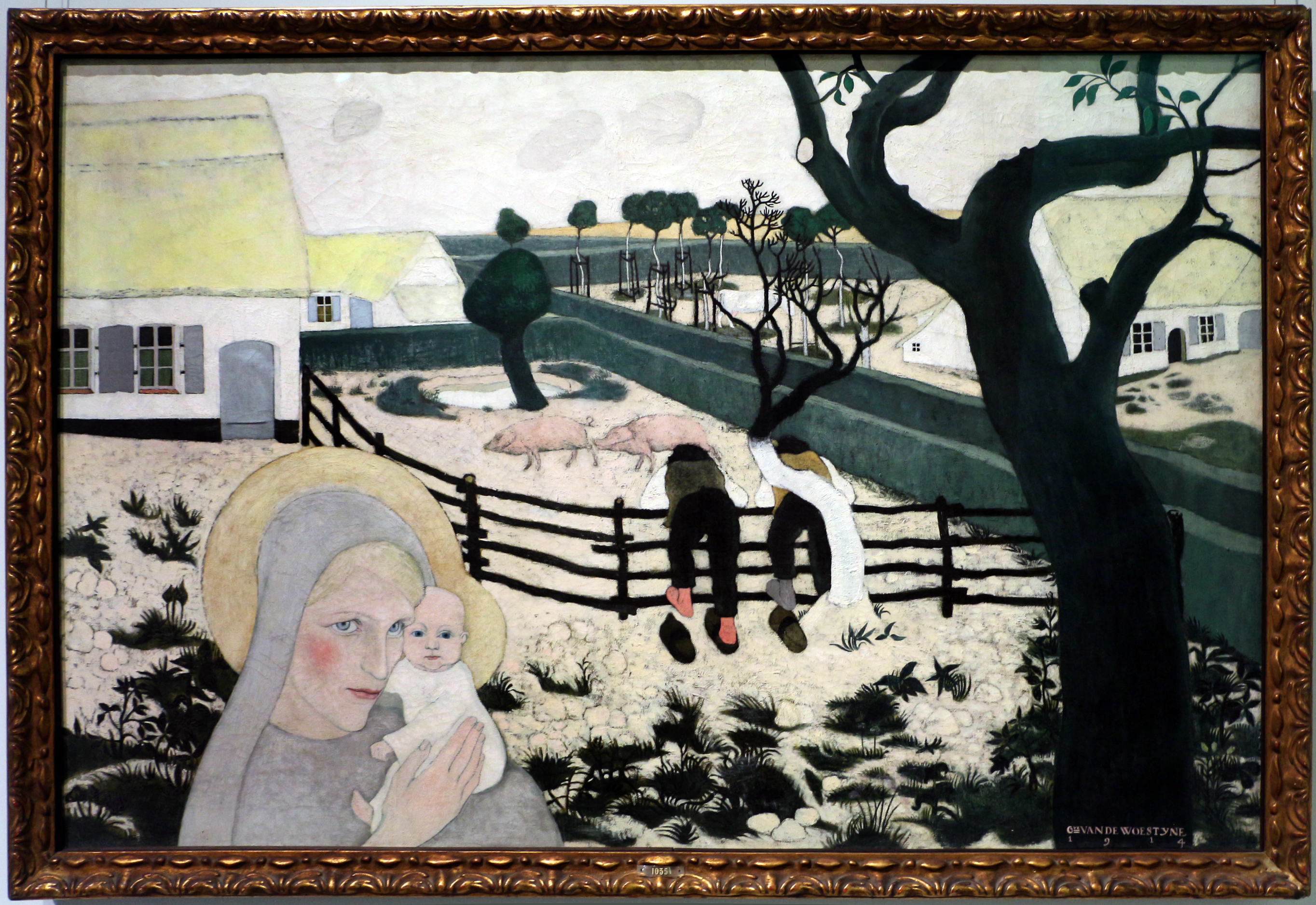
Gustave van de woestyne, pomeriggio domenicale, 1914

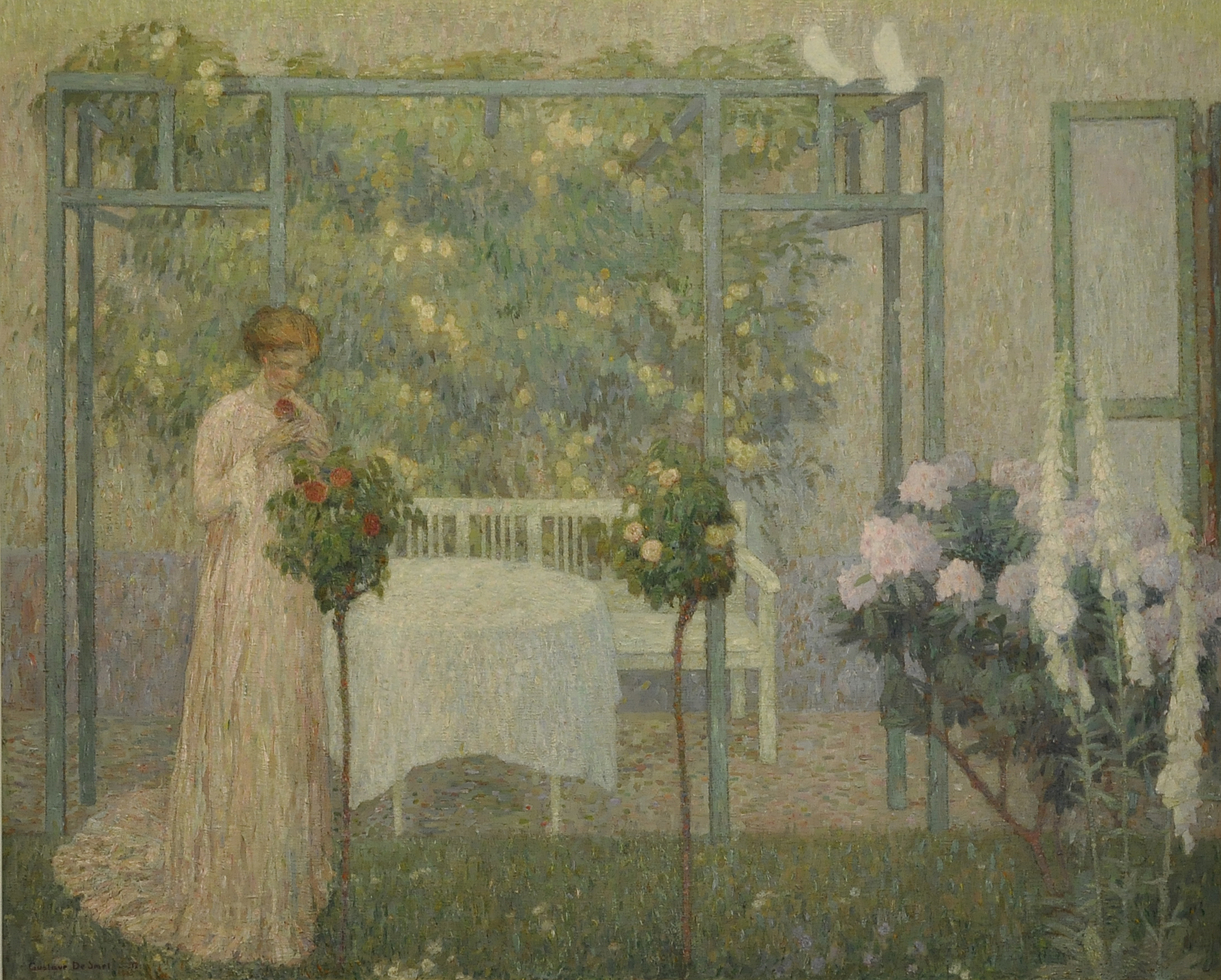
Gustaaf De Smet, Vrouw bij rozelaar (1912) in het Museum Gevaert-Minne

Zonder dat het om statutair georganiseerde verenigingen gaat, is er in de Vlaamse kunstgeschiedenis toch sprake van belangrijke "Latemse" kunstenaarsgroepen, bekend als de Latemse Scholen, in de eerste helft van de 20e eeuw. Deurle en Sint-Martens-Latem, twee dorpen aan de Leiebochten ten zuiden van Gent, zijn er de bakermat van.

## Verschillende groepen
Tot de eerste groep, de zogenoemde "mystiekers" behoorden Albert Servaes, George Minne, Gustave Van de Woestyne, Valerius De Saedeleer en Albijn Van den Abeele. Deze eerste groep werd opgericht door leerlingen van de Academie van Gent die zich wilden afzetten tegen het impressionisme en meer belangstelling hadden voor het realisme. Er groeide een kolonie rond de dichter Karel van de Woestijne en de beeldhouwer George Minne, die deze eerste groep op sleeptouw namen en hen in de richting deden gaan van het "stedelijk symbolisme". Men spreekt dan over de groep der mystieke symbolisten.
Door zijn vriendschappelijke contacten met Albijn Van den Abeele, gemeentesecretaris van Sint-Martens-Latem, kwam ook Emile Claus zich vestigen in het nabijgelegen Astene. Met hem doet ook het luminisme zijn intrede in deze groep.
De tweede "school" ontstond rond 1905 rond de expressionisten Constant Permeke, Jos Verdegem, Gust De Smet, Léon De Smet en Frits Van den Berghe. Vooral die laatste groep had een spectaculaire invloed op de ontwikkeling van de latere modernistische bewegingen in België.
De derde Latemse groep, tot die groep worden gerekend: Hubert Malfait, Albert Saverys, Jozef De Coene, Arthur Deleu, Albert Claeys, Victor Lorein, Achiel Van Sassenbroeck, Jules Boulez, Louis Pevernagie en Maurice Schelck.
Sommige critici hebben het ook over de 'vierde generatie Latemse schilders' of de 4de "school" met Fons Roggeman, Luc-Peter Crombé, Joe Van Rossem, Chris Pots, Jef Wauters, Lea Vanderstraeten, Evarist De Buck en Martin Wallaert.
De vorming tot "School" dient hierbij sterk gerelativeerd. Ten hoogste ging het om een gezamenlijk dorpsleven, met enige stijltechnische verwantschappen. Zo trokken de eersten het symbolisme in, na 1900, terwijl de tweeden zich als expressionisten uitten, vooral dan na 1914. De derden voelden zich helemaal niet "gegroepeerd". Toch baseerden zij hun meer persoonlijke visie, soms uitgesproken, op de kunst van hun voorgangers. De vierde was samen met de derde ook niet gegroepeerd en kenmerkt zich voornamelijk door zich los te rukken van hun voorgangers, met elk hun eigen stijl zonder afhankelijk te willen zijn van een 'isme'.